# 布吕兹
布吕兹（法語：Bruz，法語發音：[bʁyz] 或 [bʁy]）是法国伊勒-维莱讷省的一个市镇，位于该省中南部，属于雷恩区和雷恩都会区，其市镇面积为29.95平方公里，2022年1月1日时人口数量为19667人。
布吕兹是雷恩都会区的组成部分，凯尔-拉恩大学城位于其境内，后者为雷恩乃至整个布列塔尼大区重要的大学城之一。

## 行政
布吕兹的邮政编码为35170，INSEE市镇编码为35047。

## 地理

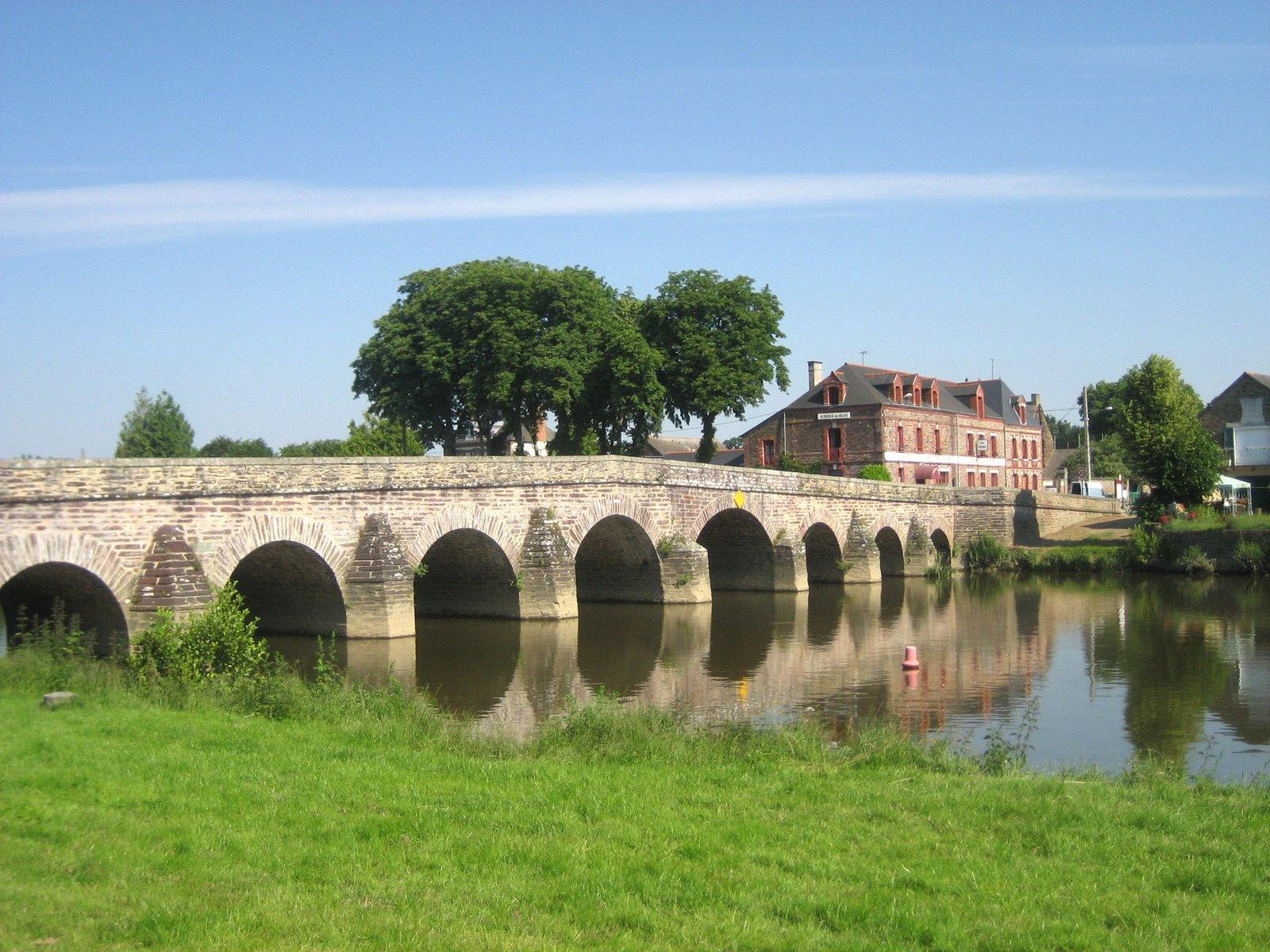
横跨维莱讷河的雷昂桥

布吕兹（48°1'29"N, 1°44'45"W）位于法国西北部，布列塔尼大区东部和伊勒-维莱讷省中南部，距离省会雷恩大约14公里。
与布吕兹接壤的市镇包括：圣雅克德拉朗德、布列塔尼地区沙特尔、沙瓦涅、戈旺、吉尚、拉耶、蓬佩昂。
布吕兹境内地势平坦，海拔在12至99米之间。
维莱讷河自北向南流经境内西部地区，塞什河在境内与其交汇。
按照柯本气候分类法，布吕兹属于较为典型的温带海洋性气候，全年温差较小，降水分布均匀。

## 历史
第二次世界大战期间，纳粹德军曾在布吕兹附近建立航空基地，1944年遭到了联军的轰炸。

## 交通
伊勒-维莱讷省省道D177线（雷恩－勒东高等级公路）经过境内并设有两个出入口，省道D36线、D44线、D77线和D577线在布吕兹镇中心交汇。57路、59路、63路、90路、91路和快159线经过布吕兹境内并设有站点。布吕兹境内设有凯尔-拉恩和布吕兹站两个铁路车站，均为雷恩－勒东铁路线上的通勤车站。

## 政治
现任布吕兹市长为菲利普·萨尔蒙先生（Philippe Salmon），他是新调党的一名成员。

## 人口
| 年份   | 1936  | 1946  | 1954  | 1962  | 1968  | 1975  | 1982  | 1990  | 1999   | 2006   | 2011   | 2016   | 2017   |
| ------ | ----- | ----- | ----- | ----- | ----- | ----- | ----- | ----- | ------ | ------ | ------ | ------ | ------ |
| 人口數 | 2,799 | 2,820 | 3,814 | 4,213 | 5,969 | 7,281 | 7,856 | 8,114 | 13,207 | 14,231 | 16,612 | 18,094 | 18,266 |

## 教育

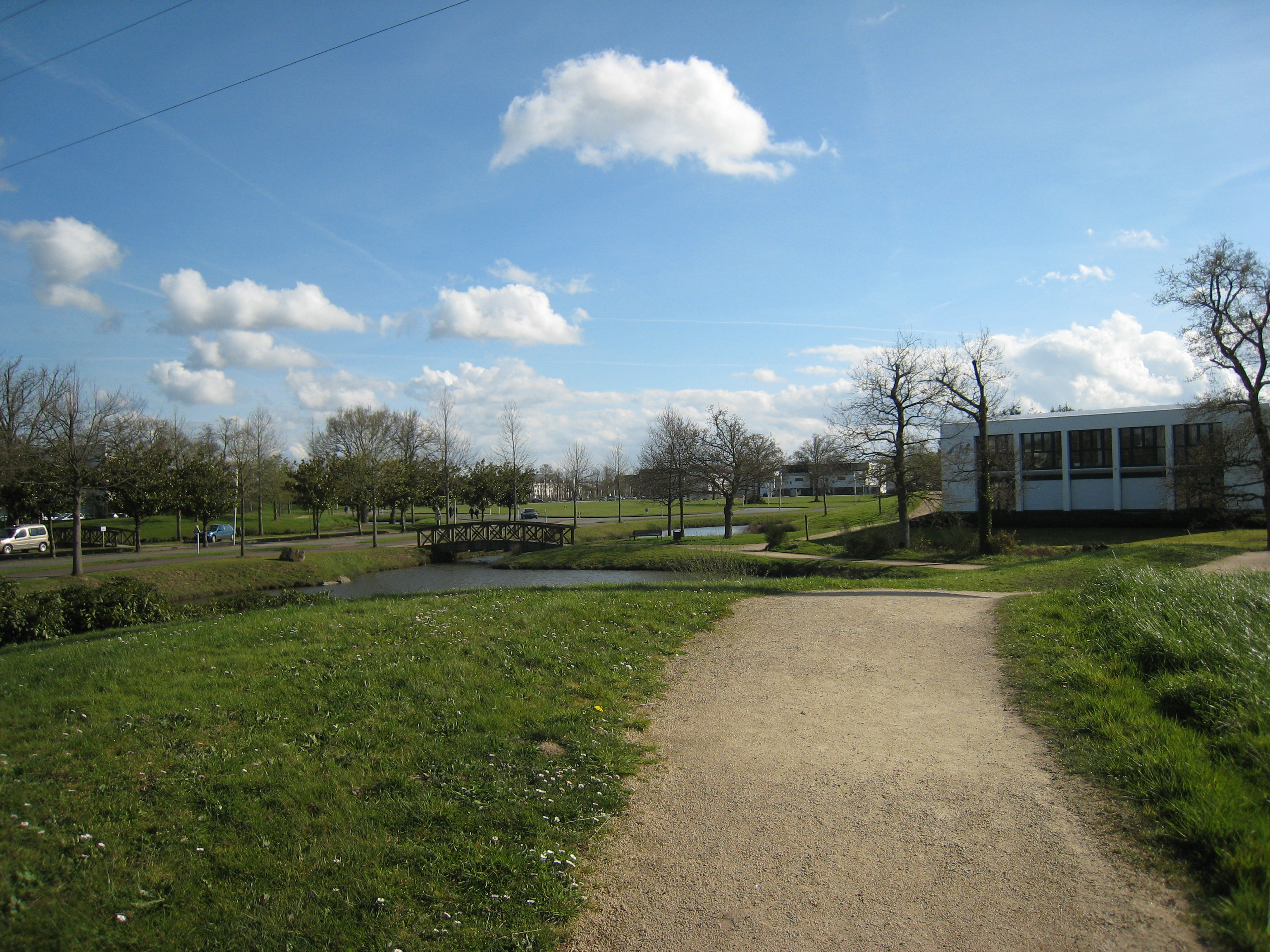
凯尔-拉恩大学城内一角

布吕兹境内的凯尔-拉恩大学城是雷恩郊区重要的教育园区，包括雷恩高等师范学校在内的多所高等学府位于其境内。

## 建筑
- 圣阿梅尔庄园（法语：Manoir de Saint-Armel）位于布吕兹境内，是法国国家文物保护单位。

## 人物
- 约瑟夫-米歇尔·勒苏法谢（法语：Joseph-Michel Le Soufaché）（1804年－1887年），法国建筑师，出生于布吕兹。